# Altella
Altella là một chi nhện trong họ Dictynidae.